# Jánossy család
A Jánossy család a Jánossy név a János fia, Jánosfi szavak összeolvadásából ered. A család a Felvidékről, Észak-Magyarországról származik. A Jánossy család  Mátyás király uralkodása alatt jutott a csúcsra. 
Jánosy Gáspár 1469-ben sztregovai Madách Lászlóval elfogta I. György cseh király fiát, Viktorin herceget, így megakadályozva a későbbi trónra lépésében. Emiatt királyi adományban részesült. 1554-ben Jánosy Pál Fülek várkapitányaként védte Magyarországot a törökök ellen. 
Az egyetlen fennmaradt nemesi címet megerősítő levelet, 1631-ben II. Ferdinánd adta ki. A família tagjai később főként tudományos feladatokat láttak el Magyarország életében. A család egyes leszármazottjai a 17. századtól 1945-ig a cserhátsurányi Jánossy-kastélyban éltek.[forrás?]